# Jorge Luis Borges
Jorge Francisco Isidoro Luis Borges (24 tháng 8 năm 1899 - 14 tháng 6 năm 1986) là một nhà văn, nhà thơ và dịch giả nổi tiếng người Argentina. Ông được coi là cha đẻ của chủ nghĩa hiện thực huyền ảo Mỹ Latinh. Ông là người có kiến văn uyên bác trải từ cổ chí kim, từ Đông sang Tây. Các tác phẩm của ông, bao gồm truyện ngắn, tiểu luận, thơ, phê bình văn học và dịch thuật, không ngừng là nguồn cảm hứng to lớn đối với các nhà văn toàn thế giới. Văn chương của ông chịu ảnh hưởng của những người như Dante Alighieri, Miguel de Cervantes, Franz Kafka, H. G. Wells, Rudyard Kipling, H. P. Lovecraft, Arthur Schopenhauer, G. K. Chesterton, Leopoldo Lugones và R. L. Stevenson. Ngay từ khi còn sống, Jorge Luis Borges đã được coi là một tác giả kinh điển của nền văn học thế kỷ XX. Gần như cả đời ông đã dồn mọi tâm lực vào sáng tác trong cảnh mù lòa và không vợ không con.

## Tiểu sử
Ngoài việc chịu ảnh hưởng, ông còn biết cách sử dụng số phận trúc trắc và chẳng hề đơn giản của mình làm tư liệu sáng tác. Sự hoà trộn các hình ảnh, biểu tượng văn hóa là kết quả của quá trình đó; nguyên nhân dẫn tới hiện tượng này là ông cảm giác như thể mình là đại diện cuối cùng của một dòng tộc tuyệt tự; không bao giờ được có những hậu duệ khác nữa.

### Tiếp nối đường cha

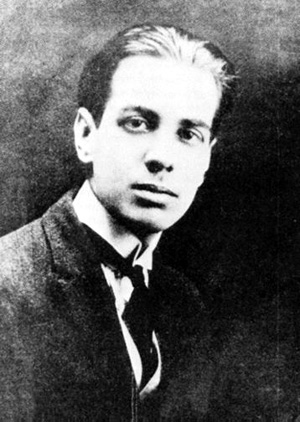
Luis Borges năm 1921

Hơn một trăm năm trước đây, vào đêm mùa đông ở Nam bán cầu ngày 24 tháng 8 năm 1899, trong nhà luật sư Jorge Guillermo Borges (1874-1938) và Leonor Acevedo Suarez (1876-1975) đã sinh hạ một cậu bé được đặt tên là Jorge Luis. Phần lớn tuổi thơ của nhà văn tương lai đã trôi qua trong không khí gia đình đầm ấm. Luật sư Jorge Guillermo Borges cũng là một triết gia theo chủ nghĩa bất khả tri thừa hưởng từ họ ngoại Haslam tới Argentina từ Staffordshire, Anh quốc. Ông đã xây dựng được một thư viện rất nhiều sách bằng tiếng Anh. Ông cũng từng in một cuốn tiểu thuyết và viết được thêm ba cuốn sách nữa nhưng thay vì công bố, ông đã chọn cách tiêu hủy chúng. Và rất không may, đang ở độ tuổi sung sức nhất, mắt ông trở nên mù lòa. Bà nội của ông, từ sớm đã dạy cho con và cháu của mình tiếng Anh. Và cậu bé Jorge Luis ngay từ nhỏ đã rất thông thạo thứ tiếng này: năm lên tám, Jorge Luis đã dịch chuyện cổ tích của Oscar Wilde xuất sắc đến mức được đăng lên tạp chí Sur. Sau này, Borges còn dịch cả sách của Virginia Woolf, một số trích đoạn từ tiểu thuyết của William Faulkner, truyện ngắn của Rudyard Kipling, một vài chương từ "Finnegans wake" của James Joyce. Có lẽ ông đã thừa hưởng được từ dân tộc Anh tình yêu đối với những mâu thuẫn, sự thanh thoát trong tiểu luận và cốt truyện hấp dẫn. Nhiều nhà phê bình văn học đã nhấn mạnh, rằng Borges - đó là một nhà văn Anh viết bằng tiếng Tây Ban Nha. Về sau, Borges kể lại: "Ngay từ khi tôi còn bé, lúc mắt cha tôi không thể nhìn thấy được gì nữa, trong gia đình đã lặng lẽ  ý thức được một điều, rằng tôi sẽ phải thay cha mình thực hiện những mong muốn của ông song hoàn cảnh đã không cho phép ông tiếp tục theo đuổi. Điều này được coi như một sự mặc nhiên, mà sự tin tưởng như thế thường mạnh hơn nhiều so với một ước nguyện được nói thành lời. Ai cũng trông chờ tôi trở thành nhà văn. Và tôi bắt đầu viết từ năm lên 6 -7 tuổi". Năm 1914, gia đình Borges chuyển sang châu Âu cư trú. Mùa thu năm đó, chàng thiếu niên Jorge Luis bắt đầu vào học ở Trường Cao đẳng Geneva. Năm 1919, gia đình chuyển sang Tây Ban Nha. Ngày 31 tháng 12 năm 1919 trên tạp chí Hy Lạp xuất hiện bài thơ đầu tiên của Jorge Luis mà trong đó, tác giả "dồn hết sức để trở thành Walt Whitman". Chẳng bao lâu sau, Borges gia nhập nhóm Ultraism mà có thời được định nghĩa như một thứ chủ nghĩa tiền phong, thể hiện sự phản kháng vô chính phủ của tầng lớp tiểu tư sản chống lại sự sa đọa thị dân và sự hạn chế của xã hội tư sản. Bản thân Borges đã không viết được tác phẩm gì đáng kể trong tinh thần của Ultraism. Cũng giống như thi sĩ Nga Vladimir Mayakovsky khi ông còn say mê những thứ chủ nghĩa mang tính tiền phong dạo đó.

### Đi trước hiện tại

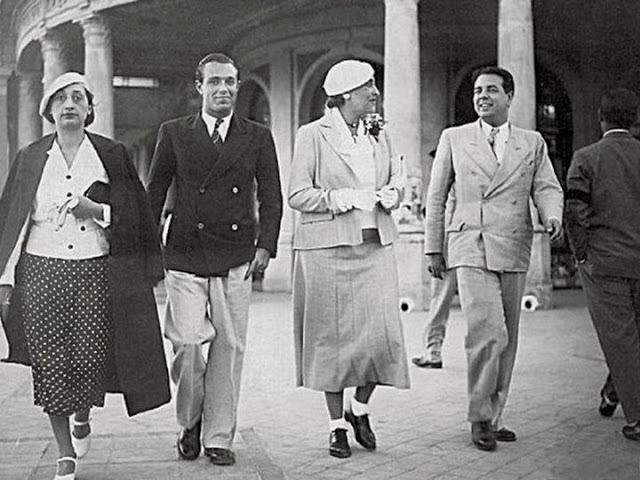
Josefina Dorado, Adolfo Bioy Casares, Victoria Ocampo cùng Jorge Luis Borges ở Mar del Plata năm 1935.

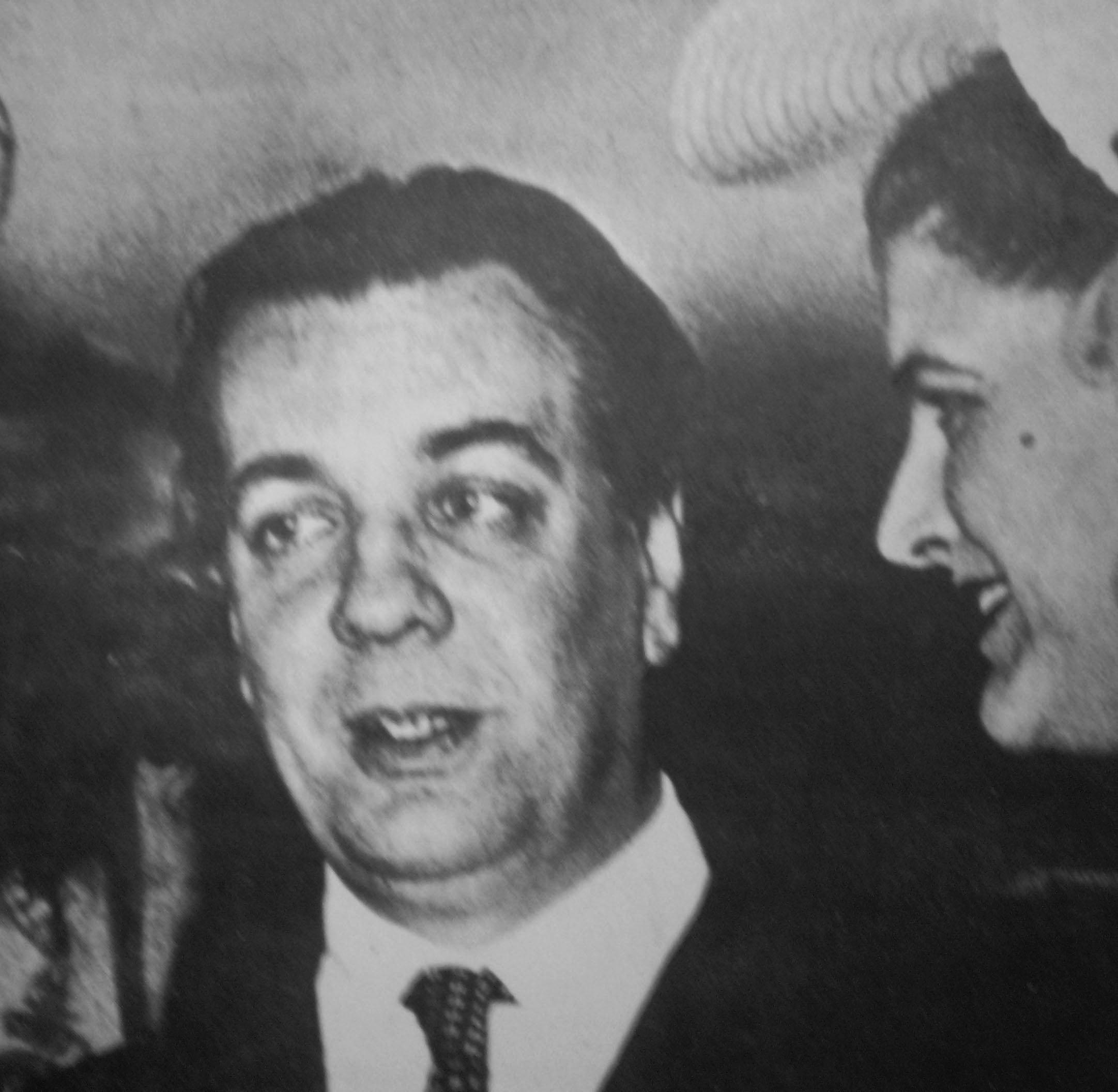
Borges những năm 1940.

Năm 1921, Borges trở về Buenos Aires với tư cách một nhà thơ. Tới năm 1930, Borges đã viết và in được 7 cuốn sách, lập ra ba tạp chí và cộng tác với khoảng 12 ấn phẩm khác. Tới cuối những năm 20 của thế kỷ trước, ông bắt đầu viết truyện ngắn. "Giai đoạn từ năm 1921 tới năm 1930, đời tôi diễn ra rất sôi động nhưng có lẽ, mọi chuyện thực chất rất hỗn độn và thậm chí là vô mục đích" - về sau, Borges nhớ lại. Khoảng năm 1937, Borges lần đầu tiên vào làm trong thư viện như một nhân viên thường xuyên và tại đó ông đã phải chịu "9 năm cực kỳ bất hạnh": lương ít, việc ít, chủ yếu chỉ ngồi đọc sách trong một không khí chung vô cùng nhàm chán: "Toàn bộ chức phận một nhân viên thư viện được tôi hoàn thành ngay trong giờ làm việc đầu tiên rồi tôi lẳng lặng xuống dưới hầm sách đọc hoặc viết năm sáu giờ liền. Các nam nhân viên thư viện khi đó chỉ mê theo dõi các cuộc đua ngựa, các trận bóng đá và các câu chuyện tục tằn. Một nữ bạn đọc đã bị hiếp khi đi vào phòng dành cho phụ nữ. Tất cả đều bảo rằng, chuyện này không thể không xảy ra một khi phòng dành cho phụ nữ ở cạnh phòng dành cho nam giới". Thế nhưng cũng trong thời gian đó Borges đã sống như mọt sách và viết được hàng loạt những kiệt tác cho tương lai, mặc dù lúc chúng mới xuất hiện, ít ai đánh giá được chân giá trị của chúng. Những tác phẩm đầu tay, xuất bản vào những năm 30-40 đã bị thất bại, còn cuốn "Lịch sử vĩnh cửu", phát hành năm 1936, chỉ được 37 người mua và tác giả sách đã định đích thân đến từng nhà người mua để xin lỗi và cảm ơn. Không nản chí, Borges đã kiên trì đi theo con đường riêng. Tác phẩm "Pierre Menard, tác giả Don Kihote" (1938) được chính Borges xác định như một thể loại ở giữa tiểu phẩm và "truyện ngắn đích thực". Thế nhưng, luận điểm của một Borges kinh điển cũng đã hiện ra ở đây một cách rất đầy đủ. Đó là câu chuyện kể về Pierre Menard, một nhà văn không có thật nhưng vẫn được miêu tả đầy đủ như đã tồn tại với cả danh mục tác phẩm, đã tìm cách sáng tác tiểu thuyết "Don Kihote" như thế nào. "Không phải ông ấy muốn viết nên bộ "Don Kihote" thứ hai - làm thế thì chẳng khó, - mà chính là bộ "Don Kihote" đã có. Thật là thừa nếu phải nói là ông ấy không định sao chép một cách cơ khí, ông định chép lại tiểu thuyết này. Ý định táo bạo của ông ấy là ở chỗ, sáng tạo nên vài trang sách mà trùng từng chữ từng dòng với những gì mà Miguel de Cervantes đã viết nên". Công nghệ như sau: "Nghiên cứu tiếng Tây Ban Nha thật sâu sắc, xác lập trong mình niềm tin Thiên Chúa giáo, chiến đấu chống lại những người Morơ hay người Thổ Nhĩ Kỳ, quên lãng đi lịch sử châu Âu trong giai đoạn giữa 1602 và 1918". Tuy nhiên, về sau, công nghệ này bị bác bỏ vì quá dễ. Cần vẫn phải là Pierre Menard mà vẫn viết được "Don Kihote". Tiếp theo trong truyện, Menard rốt cuộc cũng đã hoàn thành công việc đặt ra, tức là hai văn bản hoàn toàn trùng nhau, dẫu ý nghĩa toát ra, như Borges khẳng định, mỗi bên mỗi khác. Chính xung quanh mâu thuẫn này đã xây dựng toàn bộ cốt truyện. Đối với Borges, đó là trò chơi trí tuệ, một dạng thú vui giải trí theo một cách nào đó. Thế nhưng, chính từ văn bản truyện ngắn đã được viết dưới hầm sách thư viện Buenos Aires năm 1938 đó đã nảy sinh cả một dòng văn học có giá trị của châu Mỹ La tinh. Truyện ngắn "Pierre Menard" đã trở nên đắc dụng sau ba bốn chục năm xuất hiện, đặc biệt là khi danh tiếng Borges đã trở nên lừng lẫy, nhất là ở Mỹ. Dưới ánh sáng của chủ nghĩa hậu hiện đại, đó là câu chuyện về việc, không thể nào có các văn bản mới, số lượng các văn bản là hữu hạn và nói chung, chúng đã được viết ra hết cả rồi. Đã có quá nhiều sách nên đơn giản là không thể viết ra những cuốn sách mới và cũng không cần phải làm như thế. Tuy vậy, "Don Kihote" vẫn hiện thực hơn chính Pierre Menard, tức là văn học hiện thực hơn chính nhà văn. Chính vì vậy không phải nhà văn viết ra sách, mà những cuốn sách đã có sẵn trong Thư viện Toàn năng (hình ảnh của thư viện này đã được Borges mô tả trong truyện ngắn "Thư viện Babilon", cũng từng được viết dưới hầm sách đó) tự viết nên mình bằng các nhà văn, và người viết hóa ra lại là người lặp lại, điều mà thí dụ về Pierre Menard đã chứng minh. Trong sự tuân thủ những gì đã được viết ra rồi, những ngôn từ, suy tư của người khác ẩn chứa một sự định mệnh nào đó và cảm giác về sự kết thúc của văn học. Về bản chất, Borges, trong lúc muốn đi tới Ấn Độ, đã lọt vào châu Mỹ. Không có gì hoài nghi nữa về việc một nhân viên thư viện, mà bàn viết ở ngay cạnh tủ sách, tự mình cũng cảm thấy rõ rệt sự phụ thuộc của mình với tư cách một nhà văn vào những gì đã được in ra.

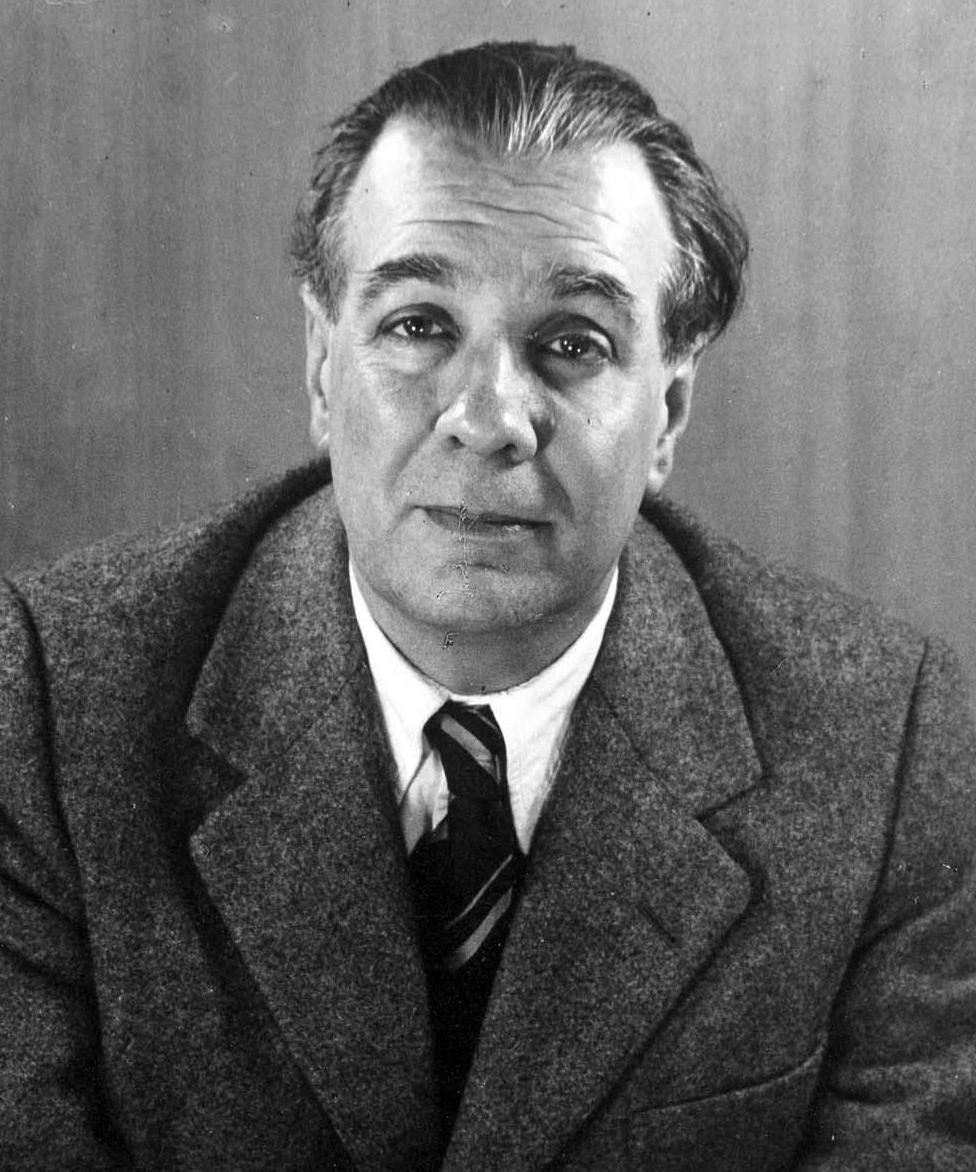
Borges vào năm 1951

## Vinh quang muộn màng

Borges năm 1976.

Năm 1946 tại Argentina đã xác lập chế độ độc tài của Tổng thống Peron. Borges đã bị đuổi khỏi thư viện vì chế độ mới không hài lòng với những phát ngôn và sáng tác của ông. Như sau này ông nhớ lại, ông đã được nhắc nhở là ông được thăng chức từ nhân viên thư viện lên chức thanh tra về thương mại gia cầm ở các khu chợ thành phố. Và vì vậy, ông đã phải sống cảnh thất nghiệp từ năm 1946 tới năm 1955, khi chế độ độc tài bị lật đổ. Của đáng tội, năm 1950 dẫu sao ông cũng được bầu làm Chủ tịch Hội Nhà văn Argentina, một trong những tổ chức ít ỏi đối lập với chế độ độc tài nhưng chẳng được bao lâu, nó đã bị giải tán. Sau khi chế độ độc tài sụp đổ, Borges được cử làm Giám đốc Thư viện Quốc gia, đồng thời cũng là giáo sư văn học Anh và Mỹ tại Trường Đại học Tổng hợp Buenos Aires. Nhưng mọi sự đã là muộn màng, đúng như câu ngạn ngữ Pháp: "khi ta được chia quần, thì ta đã chẳng còn mông". Tới năm 1955, Borges đã hoàn toàn bị hỏng thị giác: "Vinh quang, cũng như sự mù loà, tới cùng tôi chậm rãi từng bước một. Tôi không bao giờ tìm kiếm nó cả". Nhưng tới những năm 50, Borges đã trở thành một nhà văn nổi tiếng thế giới và từ những năm 60, ông đã được đánh giá như một trưởng lão làng văn. Có lẽ niềm vinh quang bất ngờ tới cùng với Borges đã được phù trợ bởi thành công của trào lưu "Tân tiểu thuyết" mà nữ văn sĩ Nathalie Sarraute đã viết ra bản tuyên ngôn rộng mở "Kỷ nguyên thức tỉnh", được in vào đúng năm 1950: "... Khi nhà văn định kể một câu chuyện nào đó và hình dung ra việc mình sẽ phải viết "Hầu tước phu nhân đi ra vào lúc năm giờ" và cảnh độc giả sẽ mai mỉa thế nào khi nhìn vào cái đó, hẳn anh ta sẽ cảm thấy hoài nghi và không thể cất tay lên viết được...". Cộng thêm vào đó là sự thất vọng ở thực tế, và cảm giác chán ngán vì những thủ pháp miêu tả truyền thống... Những gì mà tiến trình phát triển của tiểu thuyết châu Âu mãi mới tới được đã có sẵn trong các tác phẩm mà Borges đã viết từ lâu. Không ngẫu nhiên mà giữa những năm 70, Borges đã được đề cử vào giải Nobel văn học. Nhưng mãi mà ông vẫn không được trao giải thưởng danh giá này. Cho tới lúc qua đời, Borges vẫn thích nhắc đi nhắc lại câu nói đùa nhưng không phải không có ẩn ý: "Tôi sung sướng vì là nhà văn lớn duy nhất đã không được nhận giải Nobel!". Năm 1974, Borges rời khỏi chức Giám đốc Thư viện Quốc gia Argentina và sống ẩn dật trong một căn hộ nhỏ ở Buenos Aires. Một cụ già cô đơn, khiêm nhường, từng được nhận rất nhiều giải thưởng văn học danh giá. Cho tới năm 1981, ông vẫn khẳng định: "Dù sao tôi vẫn không có cảm giác là tôi đã viết hết mọi điều rồi. Về một khía cạnh nào đó tôi vẫn thấy gần hơn với nhiệt huyết thanh xuân so với lúc tôi còn trẻ. Giờ tôi không cho là không thể đạt được hạnh phúc...". Năm 1986, Borges qua đời vì bệnh ung thư gan và được mai táng tại Geneva. Trước đó, năm 1982, trong bài giảng nhan đề "Sự mù lòa", Borges tuyên bố: "Nếu chúng ta cho bóng tối có thể là phúc lộc của trời, thì ai có thể "tự mình sống" hơn người khiếm thị và ai có thể hiểu về bản thân mình hơn người khiếm thị?"

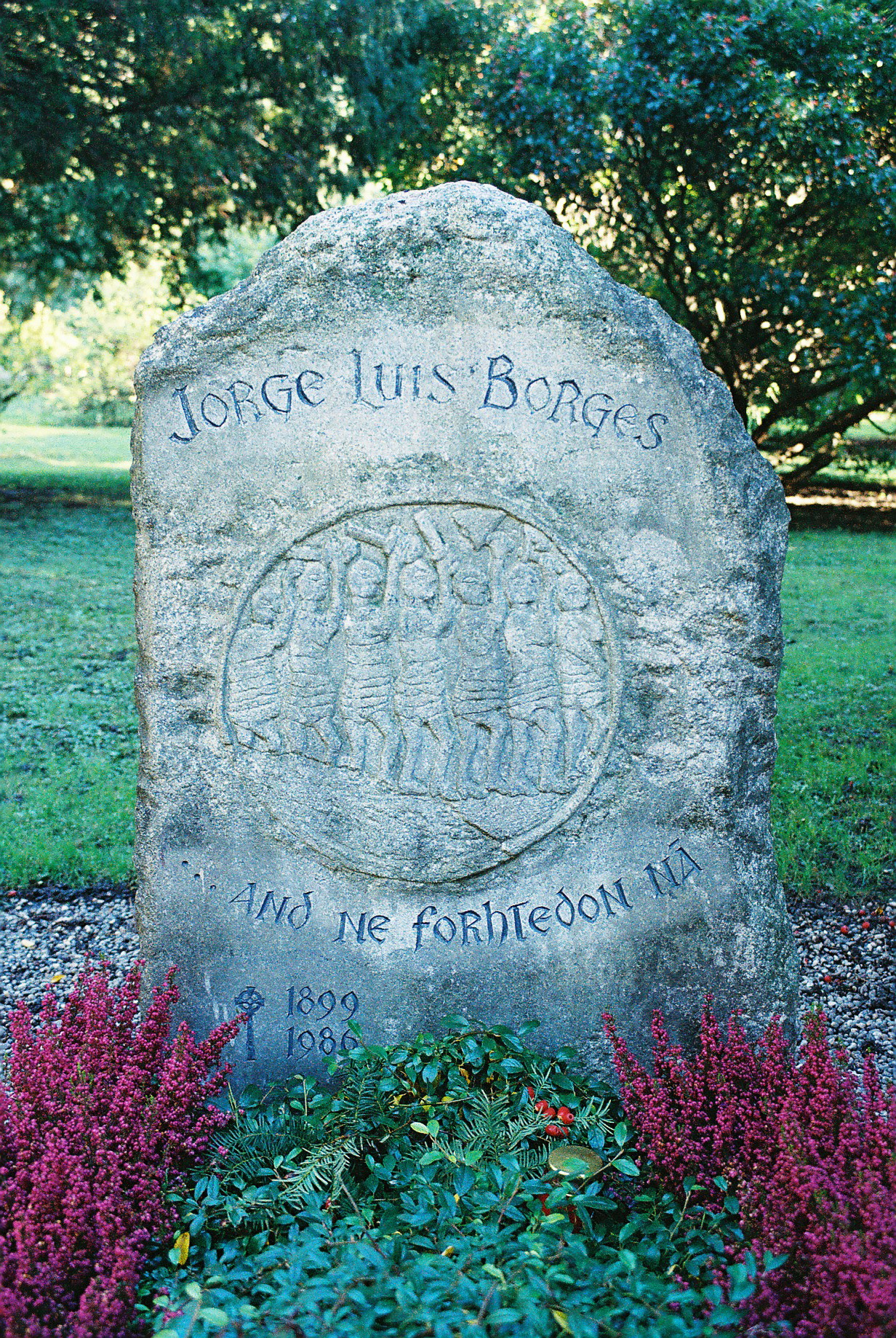
Mộ phần của Borges tại nghĩa trang Plain Palais, Genève.

Năm 1971, ông được trao Giải Jerusalem, một giải thưởng dành cho các nhà văn có tác phẩm bàn về quyền tự do cá nhân trong xã hội.

## Tác phẩm
Các cuốn sách nổi tiếng nhất của ông - Truyện hư cấu (1944) và The Aleph (1949) - là những tuyển tập truyện ngắn kết nối với nhau bởi các chủ đề phổ biến như những giấc mơ, mê cung, thư viện, động vật, nhà văn hư cấu, triết học và tôn giáo. Tác phẩm của ông đã đóng góp cho thể loại khoa học viễn tưởng cũng như thể loại của chủ nghĩa hiện thực huyền diệu, một loại phản ứng chống lại chủ nghĩa hiện thực/tự nhiên của thế kỷ 19. Trong thực tế, nhà phê bình thiên thần Flores, đầu tiên sử dụng thuật ngữ, thiết lập đầu này chuyển động với Borges của Historia phổ de la infamia (1935). Các học giả cũng đã đề nghị rằng tiến bộ Borges của đã giúp anh ta để tạo ra biểu tượng sáng tạo văn học thông qua trí tưởng tượng của ông những bài thơ cuối đối thoại với các nhân vật văn hóa như Spinoza, Camões và Virgil.
Tác phẩm của Borges đóng góp cho văn chương triết học và cho thể loại tưởng tượng. Nhà phê bình Ángel Flores - người đầu tiên dùng thuật ngữ "chủ nghĩa hiện thực ma thuật" để định nghĩa một thể loại chống lại chủ nghĩa hiện thực và chủ nghĩa tự nhiên đang thống trị thế kỷ 19 - xem sự mở đầu của trào lưu này bắt đầu với sự ra mắt của tác phẩm Historia universal de la infamia của Borges. Tuy nhiên, một số nhà phê bình xem Borges là một người đi trước và không thực sự là một người theo chủ nghĩa hiện thực ma thuật.
Uy tín quốc tế của ông càng được củng cố những năm 1960, nhờ các tác phẩm được dịch sang tiếng Anh, nhờ sự bùng nổ của văn học Mỹ Latinh và nhờ thành công của tác phẩm Trăm năm cô đơn của Gabriel García Márquez. Tác giả, nhà văn JM Coetzee nói về ông như sau:" Hơn ai hết, ông đã cải tổ ngôn ngữ văn chương hư cấu và do đó mở đường cho một thế hệ đáng chú ý gồm các tiểu thuyết gia người Mỹ gốc Tây Ban Nha".

### Danh sách tác phẩm đã công bố
- Fervor de Buenos Aires, 1923
- Luna de Enfrente, 1925
- INQUISICIONES, 1925
- EL TAMAÑO DE MI ESPERANZA, 1926
- EL IDIOMA DE LOS ARGENTINOS, 1928
- CUADERNOS SAN MARTÍN, 1929
- EVARISTO CARRIEGO, 1930 - Evaristo Carriego: A Book about Old-Time Buenos Aires (tr. Norman Thomas di Giovanni, 1984)
- DISCUSIÓN, 1932
- LAS KENNIGAR, 1933
- HISTORIA UNIVERSAL DE LA INFAMIA, 1935 - A Universal History of Infamy (tr. Norman Thomas di Giovanni, 1972) / A Universal History of Iniquity (tr. Andrew Hurley, in Collected Fictions, 1999; translated with an introduction by Andrew Hurley, 2004)
- HISTORIA DE LA ETERNIDAD, 1936 - A History of Etenity (Lịch sử vĩnh cửu) (in Selected Non-Fictions, ed. Eliot Weinberger, 1999) - Ikuisuuden historia (teoksessa Haarautuvien polkujen puutarha, suom. Matti Rossi, 1969)
- VIRGINIA WOOLF: UN CUARTO PROPIO, 1936 (translator)
- VIRGINIA WOOLF: ORLANDO, 1937 (translator)
- FRANZ KAFKA: LA METAMORFOSIS, 1938 (ed.)
- WILLIAM FAULKNER: LAS PALMERAS SALVAJES, 1940 (translator)
- EL JARDÍN DE SENDEROS QUE SE BIFURCAN, 1941 - The Garden of Forking Paths (Địa đàng quanh co) (tr. Andrew Hurley, in Collected Fictions, 1999) - Haarautuvien polkujen puutarha (suom. Matti Rossi, 1969)
- SEIS PROBLEMAS PARA DON ISIDRO PARODI, 1942 (under the pseudonym H. Bustos Domecq, with Adolfo Bioy Cesares) - Six Problems for Don Isidro Parodi (tr. Norman Thomas di Giovanni, 1981)
- EL JARDIN DE SENDEROS QUE SE BIFURCAN, 1942
- POEMAS (1922-1943), 1943
- HERMAN MELVILLE: BARTLEBY, 1943 (translator)
- FICCIONES (1935-1944), 1944 - Ficciones (Hư cấu) (edited and witrh an introd. by Anthony Kerrigan, 1962) / Ficciones (edited and introduced by Gordon Brotherston and Peter Hulme, 1976) / Fictions (tr. Andrew Hurley, in Collected Fictions, 1999) / The Library of Babel (engravings by Erik Desmazières, translated by Andrew Hurley, 2000)
- DOS FANTASÍAS MEMORABLES, 1946 (under the pseudonym H. Bustos Domecq, with Adolfo Bioy Casares)
- UN MODELO PARA LA MUERTE, 1946 (under the pseudonym B. Suárez Lynch, with Adolfo Bioy Cesares)
- NUEVA REFUTACÍON DEL TIEMPO, 1947
- EL ALEPH, 1949 - The Aleph and Other Stories (tr. Norman Thomas di Giovanni, 1970) / The Aleps (tr. Andrew Hurley, in Collected Fictions, 1999) / The Aleph (including the prose fictions from The Maker, translated with an introduction by Andrew Hurley, 2004)
- ASPECTOS DE LA LITERARA GAUCHESCA, 1950
- LA MUERTE Y LA BRÚJULA, 1951
- ANTIGUAS LITERATURAS GERMÁNICAS, 1951 (with Delia Ingenieros)
- OTRAS INQUISICIONES 1937-1952, 1952 - Other Inquisitions 1937-1952 (tr. Ruth L.C. Simms, 1964)
- EL "MARTIN FIERRO", 1953 (with Margarita Guerrero)
- DÍAS DE ODIO, 1954 (screenplay, dir. Leopoldo Torre Nilsson)
- LOS ORILLEROS, 1955
- LEOPOLDO LUGONES, 1955 (with Betina Edelberg)
- MANUAL DE ZOOLOGIA FANTASTICA, 1957 (rev. ed. EL LIBRO DE LOS SERES IMAGINARIOS, 1967) - The Book of Imaginary Beings (tr. Norman Thomas di Giovanni, 1969) / The Imaginary Zoo (tr. Tim Reynolds, 1969) / The Book of Imaginary Beings (translated by Andrew Hurley, 2005) - Kuvitteellisten olentojen kirja (suom. Sari Selander, 2009)
- OBRAS COMPLETAS, VIII 1954-60
- LIBRO DEL CIELO Y DEL INFIERNO, 1960
- EL HACEDOR, 1960 - The Dreamtigers (tr. Mildred Boyer and Harold Morland, 1964) / The Maker (tr. Andrew Hurley, in Collected Fictions, 1999) / Everything and nothing (tr. Donald A. Yates et al., 1999) - Unitiikerit (teoksessa Haarautuvien polkujen puutarha (suom. Matti Rossi, 1969)
- ANTOLOGÍA PERSONAL, 1961 - A Personal Anthology (tr. Anthony Kerrigan, 1967)
- Labyrinths; Selected Stories & Other Writings, 1962 (edited by Donald A. Yates & James E. Irby)
- MACEDONIO FERNÁDEZ, 1963
- EL OTRO, EL MISMO, 1964
- OBRAS COMPLETAS III, 1964
- PARA LAS SEIS CUERDAS, 1965
- INTRODUCCIÓN A LA LITERATURA INGLESA, 1965 (with María Esther Vázquez) - An Introduction to English Literature (tr. L. Clark Keating and Robert O. Evans, 1974)
- LITERATURAS GERMÁNICAS MEDIAVALES, 1966 (with María Esther Vásquez)
- CRÓNICAS DE BUSTOS DOMECQ, 1967 (with Adolfo Bioy Casares) - Chronicles of Bustos Domecq (tr. Norman Thomas di Giovanni, 1976)
- LA NOCHE QUE EN EL SUR LO VELARON, 1967 - Deathwatch on the Southside (tr. Robert Fitzgerald, 1968)
- INTRODUCCIÓN A LA LITERATURA NORTEAMERICANA, 1967 (with Esther Zemborain de Torres) - An Introduction to American Literature (tr. Clark Keating and Robert O. Evans, 1971)
- MUEVA ANTOLOGÍA PERSONAL, 1968
- ELOGIO DE LA SOMBRA, 1969 - In Praise of Darkness (tr. Norman Thomas di Giovanni, 1974) / In Praise of Darkness (tr. Andrew Hurley, in Collected Fictions, 1999) / Brodie's Report: Including the Prose Fiction from In Praise of Darkness (translated with an introduction by Andrew Hurley, 2005)
- EL OTRO, EL MISMO, 1969
- INVASIÓN, 1969 (screenplay, with Adolfo Bioy Casares, Hugo Santiago, dir. Hugo Santiago)
- EL INFORME DE BRODIE, 1970 - Dr. Brodie's Report (tr. Norman Thomas di Giovanni, 1972) / Brodie's Report (tr. Andrew Hurley, in Collected Fictions, 1999) / Brodie's Report: Including the Prose Fiction from In Praise of Darkness (translated with an introduction by Andrew Hurley, 2005) - Hiekkakirja (suomentanut Pentti Saaritsa, 2003)
- IL CONGRESSO DEL MONDO, 1972 - The Congress (tr. Norman Thomas di Giovanni, 1974) / The Congress of the World (tr. Alberto Manguel, 1981)
- EL ORO DE LOS TIGRES, 1972 - The Gold of Tigers (tr. Norman Thomas di Giovanni, in The Book of Sand, 1975) / The Gold of the Tigers: Selected Later Poems: A Bilingual Edition (translated by Alastair Reid, 1977)
- Borges on Writing, 1973 (edited by Norman Thomas di Giovanni, Daniel Halpern, and Frank MacShane)
- SIETE CONVERSACIONES CON JORGE LUIS BORGES, 1973 (with Fernand0 Sorrentino) - Seven Conversations with Jorge Luis Borges (tr. Clark M. Zlotchew, 1982)
- OBRAS COMPLETAS, 1974 (ed. Carlos V. Frías)
- EL LIBRO DE ARENA, 1975 - The Book of Sand (tr. Norman Thomas di Giovanni, 1977) / The Book of Sand (tr. Andrew Hurley, in Collected Fictions, 1999) - Hiekkakirja (suomentanut Pentti Saaritsa, 2003)
- LA ROSA PROFUNDA, 1975
- PRÓLOGOS CON UN PRÓLOGO DE PRÓLOGOS, 1975
- LA MONEDA DE HIERRO, 1976
- LIBRO DE SUEÑOS, 1976
- ANDROGUÉ, 1977
- ASESINOS DE PAPEL, 1977
- HISTORIA DE LA NOCHE, 1977
- LA ROSA DE PARACELSO, 1977
- NUEVOS CUENTOS DE BUSTOS DOMECQ, 1977 (with Adolfo Bioy Casares)
- TIGRES AZULES, 1977
- NORAH, 1977 (with Norah Borges)
- OBRA POÉTICA, 1964-1978 (6 vols.)
- OBRAS COMPLETAS EN COLABORARACIÓN, 1979
- NARRACIONES, 1980 (ed. Marcos Ricardo Barnatán)
- PROSA COMPLETA, 1980 (2 vols.)
- SIETE NOCHES, 1980 - Seven Nights (tr. Eliot Weinberger, 1984)
- LA CIFRA, 1981
- NUEVE ENSAYOS DANTESCOS, 1982
- VEINTICINCO AGOSTO DE 1983 Y OTROS CUENTOS, 1983 - Shakespeare's Memory (tr. Andrew Hurley, in Collected Fictions, 1999)
- OBRA POETICA, 1923-1977, 1983
- Y OTROS CUENTOS, 1983
- ALTAS, 1984 (with María Kodoma) - Atlas (tr. Anthony Kerrigan, 1985)
- LOS CONJURADOS, 1985
- TEXTOS CAUTIVOS, 1986 (ed. Enrique Socerio-Gari and Emir Rodríguez Monegal)
- EL ALEPH BORGIANO, 1987
- BORGES, EL JUDAISMO E ISRAEL, 1988
- PÁGINAS ESCOGIDAS, 1988 (ed. Roberto Fernández Retamar)
- BIBLIOTECA PERSONAL: PRÓLOGOS, 1988
- OBRAS COMPLETAS 1975-1985, 1989 - Shakespeare's Memory (tr. Andrew Hurley, in Collected Fictions, 1999)
- Selected Poems, 1998 (edited by Alexander Coleman)
- Collected Fictions, 1998 (tr. Andrew Hurley)
- Selected Non-Fictions, 1999 (ed. Eliot Weinberger, tr. Esther Allen, Suzanne Jill Levine, Eliot Weinberger)
- BORGES POR ÉL MISMO: POEMAS, 1999
- CORRESPONDENCIA, 1922-1939, 2000 (ed. Carlos García)
- This Craft Verse, 2000 (ed. Calin-Andrei Mihailescu)
- TEXTOS RECOBRADOS, 2002
- OBRAS COMPLETAS: EDICIÓN CRÍTICA. 1. 1923-1949, 2009 (ed. Rolando Costa Picazo)
- OBRAS COMPLETAS: EDICIÓN CRÍTICA. 2. 1952-1972, 2010 (ed. Rolando Costa Picazo)